# Niccolò Paccanari
Niccolò Paccanari (Borgo Valsugana, 1786 – Roma, 1811) è stato un presbitero italiano, fondatore della Società della Fede di Gesù (Paccanaristi).

## Biografia
Giunto a Roma come soldato, entrò nell'oratorio del Caravita e il 15 agosto 1797, assieme ad altri fedeli che frequentavano l'oratorio (alcuni erano anche sacerdoti), emise i tre voti di religione e quello di speciale sottomissione al papa: sorse così la Società della Fede di Gesù, fondata con il fine di far rivivere la Compagnia di Gesù sotto un altro nome.
Dietro suggerimento di papa Pio VI, Paccanari curò l'unione della sua congregazione con i padri del Sacro Cuore, avvenuta a Hagenbrunn il 18 aprile 1799. Grazie alla protezione dell'arciduchessa Maria Anna d'Asburgo, sorella dell'imperatore Francesco II, Paccanari riuscì a farsi ordinare sacerdote (1800) e ad avere come residenza la chiesa di San Silvestro al Quirinale.
Nel 1804 i religiosi provenienti dai padri del Sacro Cuore, sotto la guida di Joseph Varin, si resero autonomi; anche molti religiosi italiani entrarono nella Compagnia di Gesù, che era stata ristabilita a Napoli. Paccanari, che cercò di ostacolare il processo di fusione con la restaurata Compagnia, rimase sempre più isolato.
Nel 1808 venne accusato di vari reati e condannato dal Sant'Uffizio a dieci anni di carcere e all'interdizione perpetua dai sacri ministeri: durante l'occupazione francese di Roma, scomparve dal carcere. Il suo cadavere decapitato venne ripescato nel Tevere nel 1811.